# Chelonarium minutum
Chelonarium minutum là một loài bọ cánh cứng trong họ Chelonariidae. Loài này được Pic miêu tả khoa học đầu tiên năm 1928.